# Gnoma atomaria
Gnoma atomaria là một loài bọ cánh cứng trong họ Cerambycidae.